# Atsumi Kurasawa
Cette page contient des caractères spéciaux ou non latins. S’ils s’affichent mal (▯, ?, etc.), consultez la page d’aide Unicode.
Atsumi Kurasawa (倉沢淳美, Kurasawa Atsumi), née le 20 avril 1967 dans la préfecture de Kanagawa, est une ex-chanteuse et idole japonaise des années 1980. Elle débute en 1982 sous le pseudonyme Kanae avec le groupe pop féminin Warabe, qui se sépare en 1985. Elle commence en 1984 en parallèle au groupe une carrière en solo sous son vrai nom, Atsumi Kurasawa, sortant plusieurs disques jusqu'en 1987. Tous ses albums ont été réédités en 1996 avec des titres supplémentaires.

## Discographie

### Singles
- プロフィール (1984.3.21)
- ある愛の詩 (1984.7.11)
- 危険な夢 (1984.10.25)
- 卒業 (1985.2.14)
- 六.の花嫁 (1985.5.29)
- 女の子・秋・色とりどり (1985.8.28)
- 優しくてもサヨナラ (1986.6.10)
- 忍ぶれど (1986.9.10)
- 元気ですか? (1987.4.25)
- センチメンタル・ミニ・ロマンス (1987.9.25)

### Albums
- Message (1984.05.23)
- Private (1984.10.25)
- 卒業・ほほえみがえし -Bonjour Nice et Mallorca- (1985.03.25)
- Velvety (1985.09.25)

Compilations
- Sweet Angel (1985.12.21)
- Single Collection - Sweet Angel (2008.03.19)

## Liens
- (ja) Fiche sur le site de l'oricon
- (ja) Fiche sur entatsu.com